# Le Pin-Murelet
Le Pin-Murelet is een gemeente in het Franse departement Haute-Garonne (regio Occitanie) en telt 151 inwoners (1999). De plaats maakt deel uit van het arrondissement Muret.

## Geografie
De oppervlakte van Le Pin-Murelet bedraagt 12,4 km², de bevolkingsdichtheid is 12,2 inwoners per km².
De onderstaande kaart toont de ligging van Le Pin-Murelet met de belangrijkste infrastructuur en aangrenzende gemeenten.

## Demografie
Onderstaande figuur toont het verloop van het inwonertal (bron: INSEE-tellingen).